# Совчі 3
Совчі 3 (англ. Sowchea 3) — індіанська резервація в Канаді, у провінції Британська Колумбія, у межах регіонального округу Балклі-Нечако.

## Населення
За даними перепису 2016 року, індіанська резервація не ма постійного населення.

## Клімат
Середня річна температура становить 3,3°C, середня максимальна – 18,5°C, а середня мінімальна – -16,6°C. Середня річна кількість опадів – 519 мм.
| Клімат поселення                              | Клімат поселення | Клімат поселення | Клімат поселення | Клімат поселення | Клімат поселення | Клімат поселення | Клімат поселення | Клімат поселення | Клімат поселення | Клімат поселення | Клімат поселення | Клімат поселення | Клімат поселення |
| Показник                                      | Січ.             | Лют.             | Бер.             | Квіт.            | Трав.            | Черв.            | Лип.             | Серп.            | Вер.             | Жовт.            | Лист.            | Груд.            |                  |
| Середній максимум, °C                         | −4,97            | −1,42            | 3,67             | 9,28             | 14,48            | 18,53            | 18,14            | 17,95            | 13,62            | 8,27             | 0,67             | −4,88            |                  |
| Середня температура, °C                       | −10,8            | −7,26            | −2,17            | 3,45             | 8,64             | 12,71            | 15,00            | 14,82            | 10,50            | 5,13             | −2,46            | −8,03            |                  |
| Середній мінімум, °C                          | −16,64           | −13,12           | −8,02            | −2,4             | 2,79             | 6,85             | 11,86            | 11,67            | 7,33             | 1,98             | −5,61            | −11,18           |                  |
| Норма опадів, мм                              | 50               | 31               | 29               | 23               | 38               | 56               | 55               | 47               | 47               | 48               | 47               | 48               |                  |
| Середньомісячна швидкість вітру, м/с          | 1.50             | 1.60             | 1.80             | 2.00             | 2.00             | 2.00             | 1.90             | 1.70             | 1.61             | 1.80             | 1.80             | 1.60             |                  |
| Середньомісячна сонячна радіація, кДж/м²·день | 2290             | 4861             | 9911             | 15054            | 18886            | 20468            | 20017            | 16850            | 11172            | 5846             | 2665             | 1609             |                  |
| --------------------------------------------- | ---------------- | ---------------- | ---------------- | ---------------- | ---------------- | ---------------- | ---------------- | ---------------- | ---------------- | ---------------- | ---------------- | ---------------- | ---------------- |
| Джерело:                                      |                  |                  |                  |                  |                  |                  |                  |                  |                  |                  |                  |                  |                  |